# Uncle Tupelo
Uncle Tupelo foi um grupo de country alternativo de Belleville (Illinois), ativo desde 1987 até 1994. Após o fim da banda Jay Farrar formou a banda Son Volt com Heidorn, enquanto os outros ex-integrantes criaram a banda Wilco.